# Сент-Илер-ла-Плен
Сент-Иле́р-ла-Плен (фр. Saint-Hilaire-la-Plaine) — коммуна во Франции, находится в регионе Лимузен. Департамент коммуны — Крёз. Входит в состав кантона Аэн. Округ коммуны — Гере.
Код INSEE коммуны — 23201.

## Население
Население коммуны на 2010 год составляло 209 человек.
| 1962 | 1968 | 1975 | 1982 | 1990 | 1999 | 2010 |
| ---- | ---- | ---- | ---- | ---- | ---- | ---- |
| 279  | 247  | 234  | 252  | 237  | 235  | 209  |

## Экономика
В 2010 году среди 134 человек трудоспособного возраста (15—64 лет) 99 были экономически активными, 35 — неактивными (показатель активности — 73,9 %, в 1999 году было 71,7 %). Из 99 активных жителей работали 89 человек (48 мужчин и 41 женщина), безработных было 10 (8 мужчин и 2 женщины). Среди 35 неактивных 5 человек были учениками или студентами, 19 — пенсионерами, 11 были неактивными по другим причинам.